# 多普勒效应

源点的运动引起波长变化

多普勒效应动画。粉红色的圆圈代表声波。

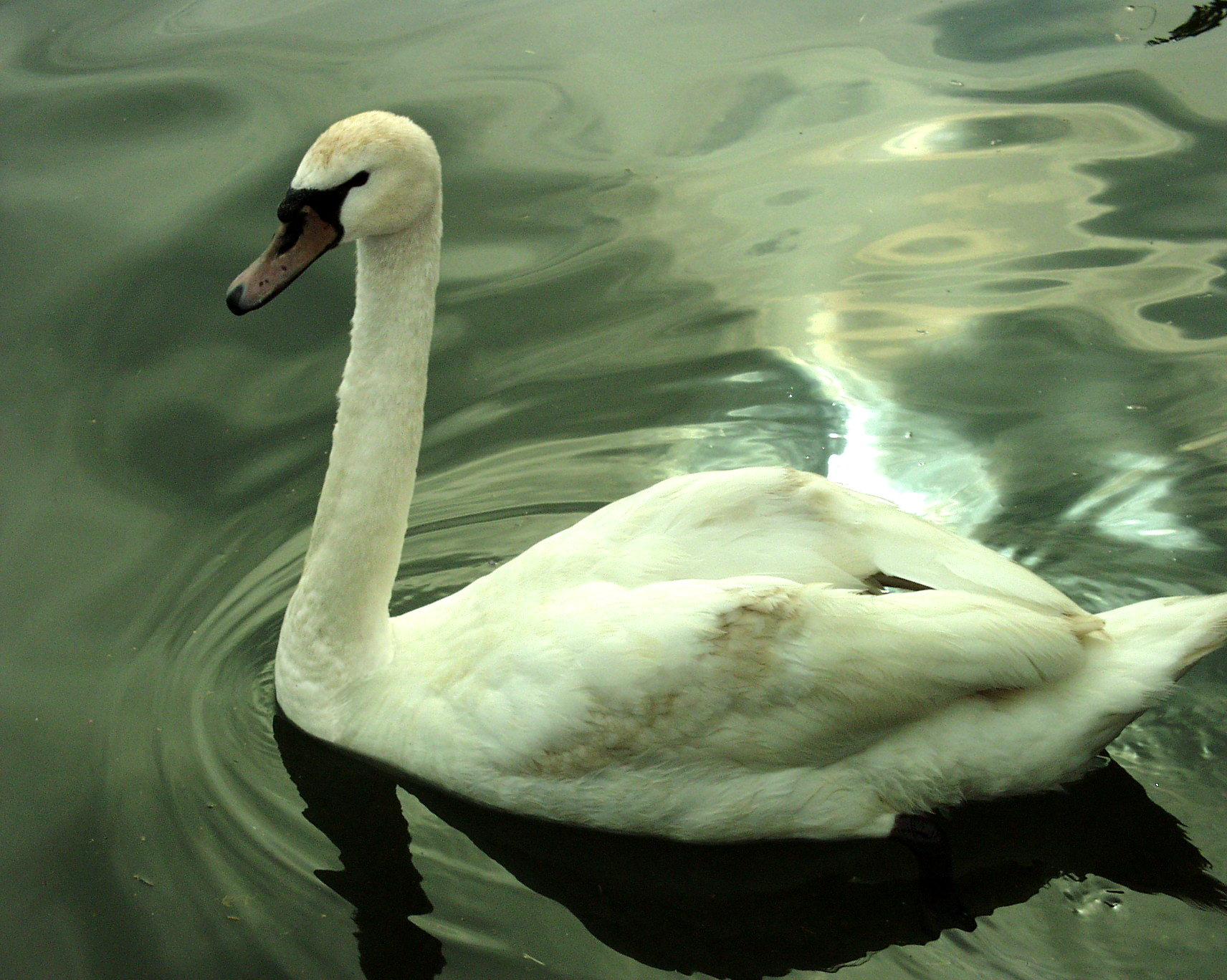
天鹅周围水流的多普勒效应

多普勒效应（英語：Doppler effect）是波源和观察者有相对运动时，观察者接受到波的频率与波源发出的频率並不相同的现象。远方急驶过来的火车鸣笛声变得尖细（即頻率变高，波长变短），而离我们而去的火車鸣笛声变得低沉（即頻率变低，波长变长），就是多普勒效应的现象，同樣現象也發生在汽車鳴響與火車的敲鐘聲。
这一现象最初由奥地利物理学家克里斯蒂安·多普勒於1842年发现。荷兰气象学家拜斯·巴洛特在1845年让一队喇叭手站在一辆从乌得勒支附近疾驶而过的敞篷火车上吹奏，他在站台上测到了音调的改变。
多普勒效应从19世纪下半叶起就被天文学家用来测量恒星的视向速度。现已被广泛用来佐證观测天体和人造卫星的运动。

## 公式
觀察者（Observer）和發射源（Source）的頻率關係為：
{\displaystyle f'=\left({\frac {v\pm v_{\mathrm {o} }}{v\mp v_{\mathrm {s} }}}\right)f}
- {\displaystyle f'}為觀察到的頻率；
- {\displaystyle f}為發射源於該介質中的原始發射頻率；
- {\displaystyle v}為波在該介質中的行進速度；
- {\displaystyle v_{\mathrm {o} }}為觀察者相对于介质的移動速度，若接近發射源則前方運算符號為+號，反之則為−號；
- {\displaystyle v_{\mathrm {s} }}為發射源相对于介质的移動速度，若接近觀察者則前方運算符號為−號，反之則為+號。

## 光波的多普勒效应
具有波动性的光也会出现这种效应，它又被称为多普勒-斐索效应。因为法国物理学家斐索于1848年独立地对来自恒星的波长偏移做了解释，指出了利用这种效应测量恒星相对速度的办法。光波频率的变化使人感觉到是颜色的变化。如果恒星远离我们而去，则光的谱线就向红光方向移动，称为红移；如果恒星朝向我们运动，光的谱线就向紫光方向移动，称为蓝移。
光波与声波的不同之处在于：光以光速{\displaystyle c\,}运行，这时需要考虑狹義相對論带来的效应，详细介绍请参看相对论性多普勒效应。

## 声波的多普勒效应的应用
声波的多普勒效应也可以用于医学的诊断，也就是我们平常说的彩色超音波。彩超简单的说就是高清晰度的黑白B超再加上彩色多普勒。超声频移诊断法（即D超）应用多普勒效应原理，当声源与接收体（即探头和反射体）之间有相对运动时，回声的频率有所改变，此种频率的变化称之为频移。D超包括脉冲多普勒、连续多普勒和彩色多普勒血流图像。彩色多普勒超声一般是用自相关技术进行多普勒信号处理，把自相关技术获得的血流信号经彩色编码后实时地叠加在二维图像上，即形成彩色多普勒超声血流图像。由此可见，彩色多普勒既具有二维超声结构图像的优点，又同时提供了血流动力学的丰富信息，实际应用受到了广泛的重视和欢迎，在临床上被誉为“非创伤性血管造影”。
为了检查心脏、血管的运动状态，了解血液流动速度，可以通过发射超声来实现。由于血管内的血液是流动的物体，所以超声波振源与相对运动的血液间就产生多普勒效应。血液向着超声源运动时，反射波的波长被压缩，因而频率增加。血液离开声源运动时，反射波的波长变长，因而在单位时間內频率减少。反射波频率增加或减少的量，是与血液流运速度成正比，从而就可根据超声波的频移量，测定血液的流速。
血管内血流速度和血液流量对心血管的疾病诊断具有一定的价值，特别是对循环过程中供氧情况、闭锁能力、有无紊流、血管粥样硬化等均能提供有价值的诊断信息。
超声多普勒法诊断心脏过程是：超声振荡器产生一种高频的等幅超声信号，激励发射换能器探头，产生连续不断的超声波，向人体心血管器官发射，当超声波束遇到运动的脏器和血管时，便产生多普勒效应，反射信号就为换能器所接受，就可以根据反射波与发射的频率差异求出血流速度，根据反射波以频率是增大还是减小判定血流方向。为了使探头容易对准被测血管，通常采用一种板形双叠片探头。
交通警察向行进中的车辆发射频率已知的超声波同时测量反射波的频率，根据反射波的频率变化的多少就能知道车辆的速度。装有多普勒测速仪的监视器有时就装在路的上方，在测速的同时把车辆牌号拍摄下来，并把测得的速度自动打印在照片上。
多普勒效应也可以用波在介质中传播的衰减理论解释。波在介质中传播，会出现频散现象，随距离增加，高频向低频移动。